# Kūchū buranko
Kūchū buranko (空中ブランコ?) è il ventiduesimo singolo della rock band visual kei giapponese Plastic Tree. È stato pubblicato il 14 dicembre 2005 dall'etichetta major Universal Music.
Insieme al booklet, all'interno della custodia del CD sono contenuti come omake quattro cartoncini (ognuno dedicato ad un componente della band) con gli ultimi quattro mesi del calendario del 2006; gli altri otto cartoncini sono contenuti nei singoli Namae no nai hana e Ghost.

## Tracce
Dopo il titolo è indicata fra parentesi "()" la grafia originale del titolo.
1. Kūchū buranko (空中ブランコ?) - 5:24 (Ryūtarō Arimura - Tadashi Hasegawa)
2. Tsuki no hikari wo tayori ni (月の光をたよりに?) - 5:12 (Ryūtarō Arimura - Akira Nakayama)
3. Kūchū buranko -Instrumental- (空中ブランコ-Instrumental-?) - 5:24 (Tadashi Hasegawa)

## Altre presenze
- Kūchū buranko:
  - 28/06/2006 - Chandelier
  - 13/07/2007 - What is "Plastic Tree"?
  - 26/08/2009 - Gestalt hōkai

- Tsuki no hikari wo tayori ni:
  - 13/07/2007 - What is "Plastic Tree"?
  - 05/09/2007 - B men gahō

## Formazione
- Ryūtarō Arimura - voce e seconda chitarra
- Akira Nakayama - chitarra e cori
- Tadashi Hasegawa - basso e cori
- Hiroshi Sasabuchi - batteria